# Шкаев, Евгений Евгеньевич
Евгений Евгеньевич Шкаев (7 апреля 1964; Архангельск, РСФСР, СССР) — советский и российский актёр театра и кино. Заслуженный артист Российской Федерации (11 февраля 2023).

## Биография
Евгений родился 7 апреля 1964 года в Архангельске.
В 1992 году Шкаев закончил ЛГИТМиК (класс В. Гришко, А. Байрамкулова).
В Молодёжном театре начал выступать с 1983 года и по сей день работает там.
По мимо театра снимается в киноиндустрии. Дебютировал Евгений в кино в 1985 году, в фильме «Жил отважный капитан».
Снимается в таких жанрах, как драма, фэнтези, комедия.

## Театральная деятельность
- Играл в дипломных спектаклях: «Н.Коляда», «Манекен», «Безнадега».

## Фильмография
- 1985 — Жил отважный капитан (Кощей)
- 1988 — Меня зовут Арлекино (Клещ)
- 1994 — Затоваренная бочкотара (Володя Телескопов — главная роль)
- 1994 — Курочка Ряба | Riaba ma poule (Россия, Франция), (шофер)
- 2003 — Сибирочка (Сотский)
- 2004 — Лесная царевна
- 2006 — Завтрашние заботы (мужчина у почты)
- 2007 — Завещание Ленина
- 2011 — Распутин | Raspoutine (Россия, Франция), (телеграфист)
- 2019 — Теорема (короткометражный)

## Звания и награды
- Заслуженный артист Российской Федерации (11 февраля 2023)[1][11][12].